# Tillandsia imporaensis
Tillandsia imporaensis là một loài thuộc chi Tillandsia. Đây là loài đặc hữu của Bolivia.